# Tanyderus forcipatus
Tanyderus forcipatus är en tvåvingeart som först beskrevs av Osten Sacken 1880.  Tanyderus forcipatus ingår i släktet Tanyderus och familjen Tanyderidae. Inga underarter finns listade i Catalogue of Life.